# Classification cinématographique de Hong Kong

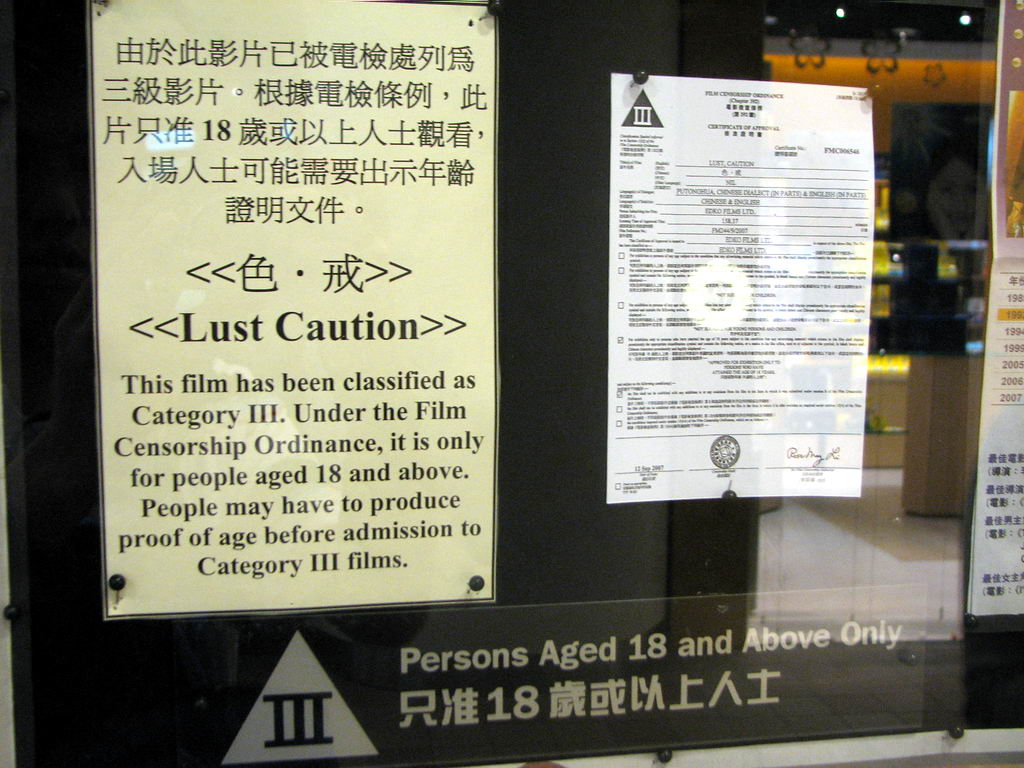
Un avertissement à Hong Kong signalant que le film Lust, Caution est de Catégorie III donc interdit aux moins de 18 ans.

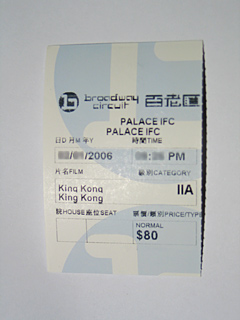
Un ticket de cinéma à Hong Kong indiquant la catégorie du film.

La classification cinématographique de Hong Kong (香港電影分級制度) est un système d'indications concernant le public auquel un film est adapté. Un organisme gouvernemental officiel attribue ainsi des catégories à tous les films présentés dans les cinémas de Hong Kong.
Il est mis en place le 10 novembre 1988 à la suite de la sortie deux ans plus tôt du Syndicat du crime de John Woo.

## Histoire
Au début de l'industrie cinématographique hongkongaise, alors que le visionnage de films ne présentait aucune limite d'âge, les films étaient réalisés dans le strict respect des directives. Par exemple, les personnages n'étaient pas autorisés à commettre des crimes et les scènes de sexe n'étaient pas autorisées. En 1986, avec la sortie du violent film de gangster Le Syndicat du crime de John Woo (plus tard classé en Catégorie IIB), le grand public s'est inquiété de l'influence des films sur les enfants. En conséquence, un système de classification des œuvres cinématographiques de Hong Kong a été mis en place en vertu de l'ordonnance sur le visionnage des films n°392 du 10 novembre 1988. L'objectif de la loi est de donner aux parents de mineurs la possibilité d'empêcher que leurs enfants ne soient exposés à des contenus inappropriés, ainsi que de permettre au public de regarder des films au contenu destiné aux adultes,,.
Les catégories étaient précédemment attribuées par l'Autorité des licences de télévision et de divertissement (en) (TELA), et accorde à l'origine trois niveaux de classification, ce qui a donné naissance dans le langage populaire à l'expression « Système à trois niveaux » (三級制).
En 1995, les catégories sont modifiées en trois niveaux de catégories principales et deux sous-catégories pour une catégorie,.

## Exigences légales
Selon les lois de Hong Kong, tout film destiné à être projeté dans des cinémas de Hong Kong ou à être rendu public par le biais de formats de vidéocassettes ou de disques doit être projeté par l'Office de l'administration des films, des journaux et des marchandises. Cet organisme autorise ensuite la diffusion du film sous son niveau d'évaluation. Les bandes-annonces destinées à être projetées à l'intérieur d'une salle de cinéma ou dans les halls de cinéma doivent également être soumises à une classification. Seuls les films présentés à des fins non commerciales (culturelles, éducatives, pédagogiques, promotionnelles ou religieuses) sont exemptés,.
Si un film est considéré comme de Catégorie III (三級片), son matériel promotionnel doit également être projeté par l'Office de l'administration des films, des journaux et des marchandises,. En outre, toute bande vidéo ou tout disque vendu doit être scellé avec un sac en plastique avant de pouvoir être vendu.
La Commission de révision est composée de dix membres et de neuf autres personnes qui ne sont pas des agents publics. Les membres agissent en tant que « censeurs » et examinent les films soumis en vue de leur classification. Les distributeurs de films ou toute personne en désaccord avec les censeurs peuvent demander à la Commission de revoir cette décision.
En vertu de l'ordonnance sur la censure cinématographique, l'autorité de censure cinématographique peut nommer des personnes au poste de conseillers en matière de censure cinématographique, selon les besoins, généralement pour un mandat d'un an. Une fois toutes les deux semaines, les membres du comité sont invités à prévisualiser les films avec les censeurs et à donner leur point de vue sur la classification des films. Le groupe de conseillers compte actuellement 300 membres, dont des enseignants, des travailleurs sociaux, des professionnels, des femmes au foyer et des étudiants.

## Système de notation
| Image          | Text |
| -------------- | --- |
| Catégorie I    | Catégorie Une : Convient à tous les âges Tous les âges admis. |
| Catégorie II   | Catégorie Deux : Ne convient pas aux enfants (classement antérieur à 1995) Le gouvernement suggère une surveillance parentale lors du visionnage du film. Cette classification est maintenant remplacée par les niveaux et . |
| Catégorie II-A | Catégorie Deux-A : Ne convient pas aux enfants Le gouvernement suggère une surveillance parentale lors du visionnage du film.                                                                                                |
| Catégorie II-B | Catégorie Deux-B : Ne convient pas aux jeunes et aux enfants Le gouvernement suggère une surveillance parentale lors du visionnage du film.                                                                                  |
| Catégorie III  | Catégorie Trois : Personnes âgées de 18 ans et plus seulement Les personnes de moins de 18 ans ne sont pas autorisées à louer, acheter ou regarder ce film dans une salle de cinéma (liste des films).                       |

Sources : Gouvernement de Hong Kong,
Parmi les quatre catégories, les I, IIA et IIB sont uniquement des notations consultatives et n'ont aucun effet juridique. Seule la Catégorie III interdit à une partie de la population de regarder le film. Les vendeurs de billets dans les salles de cinéma ont le droit de vérifier l'âge d'une personne qui souhaite regarder un film de Catégorie III afin de s'assurer de sa conformité juridique,,.

## Sondages
Tous les deux ans, l'Autorité des licences de télévision et de divertissement (en) (TELA) demande à une société de recherche indépendante de mener un sondage à grande échelle afin de recueillir les points de vue du public sur le système de classification des films et les normes de classification. En 2000, le sondage a été mené auprès de 617 membres du public âgés de 13 à 59 ans. En outre, des sondages supplémentaires ont été menées auprès de 108 membres du comité de conseillers et de 472 spectateurs. Les résultats ont révélé que presque tous les répondants savaient que le système de classification était en place et que 59% pouvaient identifier le système actuel, ainsi que ses symboles et leur signification.
Les résultats d'un sondage mené de 2010 à 2011 ont révélé qu'il existait un soutien général de la part du public envers le système de classification des films existant et ses normes.